# Gamasiphis adanalis
Gamasiphis adanalis är en spindeldjursart som beskrevs av Wolfgang Karg 1990. Gamasiphis adanalis ingår i släktet Gamasiphis och familjen Ologamasidae. Inga underarter finns listade i Catalogue of Life.